# Dasineura stanleyae
Dasineura stanleyae är en tvåvingeart som först beskrevs av Cockerell 1914.  Dasineura stanleyae ingår i släktet Dasineura och familjen gallmyggor.
Artens utbredningsområde är Colorado. Inga underarter finns listade i Catalogue of Life.